# Zorochros mesasiaticus
Zorochros mesasiaticus is een keversoort uit de familie kniptorren (Elateridae). De wetenschappelijke naam van de soort is voor het eerst geldig gepubliceerd in 1995 door Dolin.